# Comisión Marín

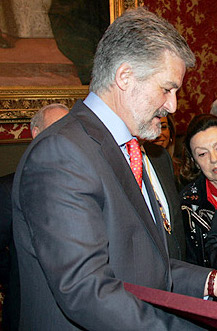
Manuel Marín, presidente del Congreso de los Diputados de España

La Comisión Marín fue el gabinete interino que estuvo al frente de la Comisión Europea en el periodo comprendido entre el 16 de marzo de 1999 y el 12 de septiembre del mismo año. El nombre le viene dado en referencia a su presidente, Manuel Marín.
Su antecesora, la Comisión Santer, se disolvió a raíz de la apertura formal de una causa judicial por corrupción contra Édith Cresson, uno de sus miembros. Habiéndose producido el escándalo, la Comisión Santer  caía siete meses antes de lo previsto (su mandato acababa en octubre), por lo que el Consejo Europeo aún no tenía preparado un sucesor, de manera que se decidió sustituir al presidente Jacques Santer, por Manuel Marín, entonces vicepresidente. De igual manera, se mantendría a los comisarios que ya eran titulares en la pasada Comisión Santer.